# Palazzetto di Tizio da Spoleto
Il Palazzetto di Tizio da Spoleto è un palazzo manierista di  Roma che si trova all'angolo di piazza Sant'Eustachio con via della Palombella, nel rione Sant'Eustachio.

## Storia e decorazione
Il palazzo fu costruito a metà del XVI secolo per Tizio di Spoleto, maestro di camera del cardinale Alessandro Farnese, nipote di Paolo III, il che spiega la presenza nella decorazione del  giglio, simbolo araldico dei Farnese.
L'edificio ha due piani con cornicioni marcapiano decorati in stucchi, finestre protobarocche con architrave, festoni e volute, presenta una facciata decorata con bellissimo affresco dei fratelli Tadeo e Federico Zuccari, ancora oggi ben visibile ed in ottime condizioni, grazie anche ad un recente restauro; a coronamento è un gronda a mensolone con fascia riccamente decorata. 
Sulla facciata è presente anche lo stemma di Papa Pio IV Medici che indica la data del 1549 (anno della sua elezione) come data di ultimazione della costruzione.
Gli affreschi tra le finestre dell'ultimo piano raccontano la storia di Sant'Eustachio, un soldato romano che stava dando la caccia a un cervo, ma si rifiutò di ucciderlo quando vide una croce sulla sua testa.
Secondo la tradizione, l'evento accadde sulla rupe del Guadagnolo.
Tra le scene ci sono il suo battesimo e il suo martirio. Altri esempi di palazzi dipinti a Roma sono Palazzo Ricci e Palazzo Milesi.